# Karangasem Selatan
Karangasem Selatan is een bestuurslaag in het regentschap Batang van de provincie Midden-Java, Indonesië. Karangasem Selatan telt 9582 inwoners (volkstelling 2010).